# 1920-talet

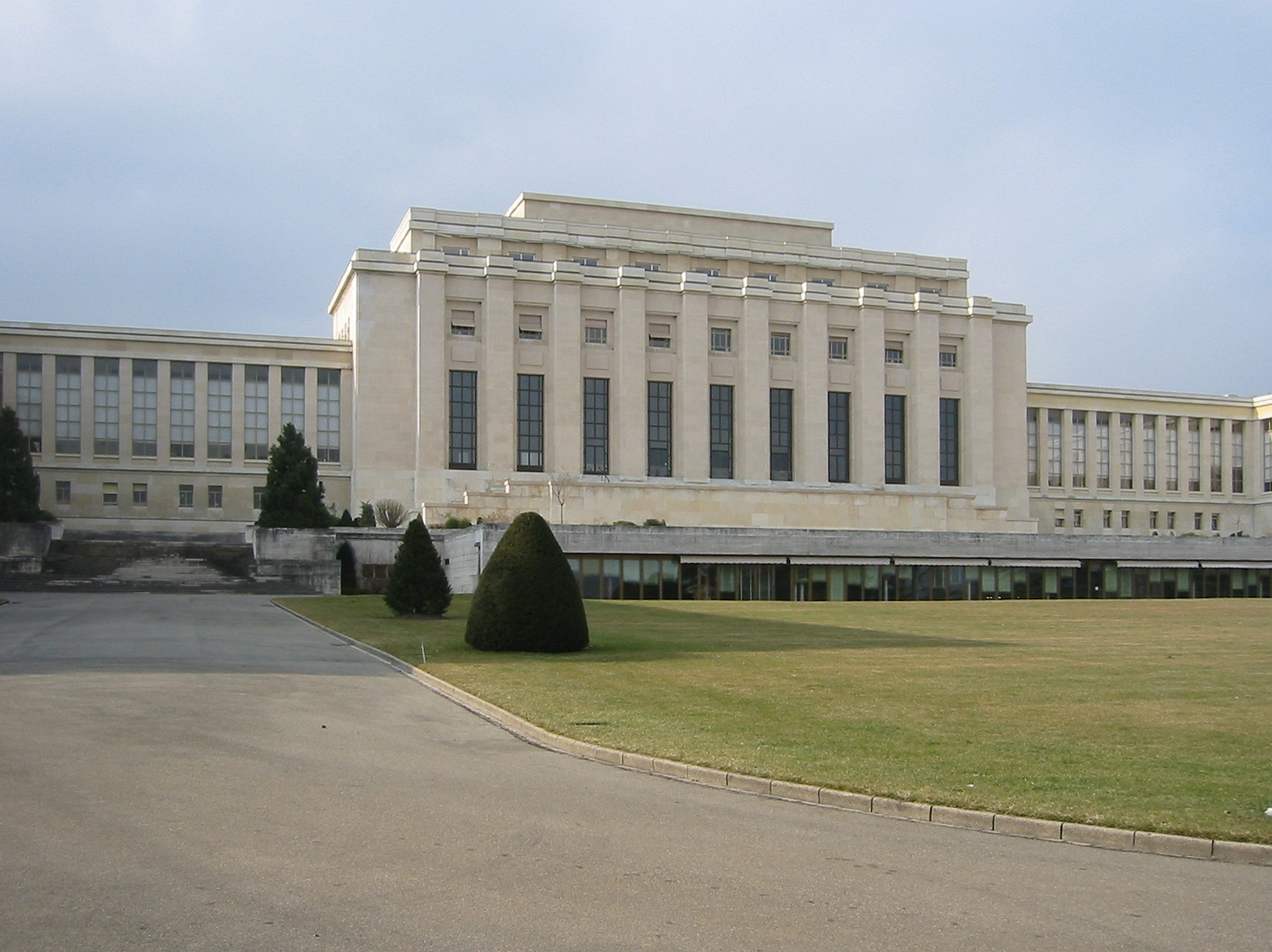
Med Nationernas förbund försökte man bevara freden.

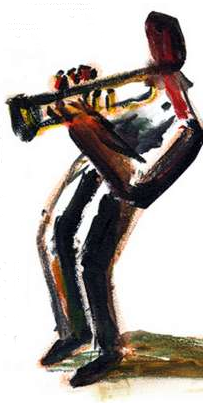
Jazzmusiken var populär under 1920-talet.

I sviterna efter Första världskriget bildades 1920 den internationella samarbetsorganisationen Nationernas Förbund, och i världen rådde en "Aldrig mera krig"-stämning. På nöjessidan var jazz populärt. Ekonomiskt svängde de internationella konjunkturerna uppåt under andra halvan, och högkonjunkturen kallades det "glada 1920-talet". Med börskraschen i USA den 29 oktober 1929 sjönk konjunkturen, Den stora depressionen inleddes och symboliskt talar man ofta om att 1920-talet slutade ungefär två månader tidigare än matematiskt.

## Händelser

### Viktiga händelser under decenniet
- 10 januari 1920: Den internationella samarbetsorganisationen "Nationernas Förbund" bildas.
- 1 januari 1925: Sveriges Radio startar.
- 1 april 1925: Danmarks Radio startar.
- 27 januari 1926: I Storbritannien visas världens första TV.
- 20 maj-21 maj 1927: Charles Lindbergh blir förste ensamflygare över Atlanten.
- 7 oktober 1927: I USA har "Jazzsångaren", första ljudfilmen, premiär.
- 15 september 1928: Den brittiske bakteriologen Alexander Fleming upptäcker genom en slump att penicillin kan användas som läkemedel.
- 29 oktober 1929: Börskraschen i USA avslutar tidsepoken "Det glada 1920-talet".

### År1920
- 10 januari – NF:s stadga träder i kraft.
- 16 januari – NF håller sitt första sammanträde i Paris.
- 17 januari – Totalförbud mot tillverkning och försäljning av alla alkoholhaltiga drycker, även öl, införs i USA. Något som banar väg för gangstersyndikaten.

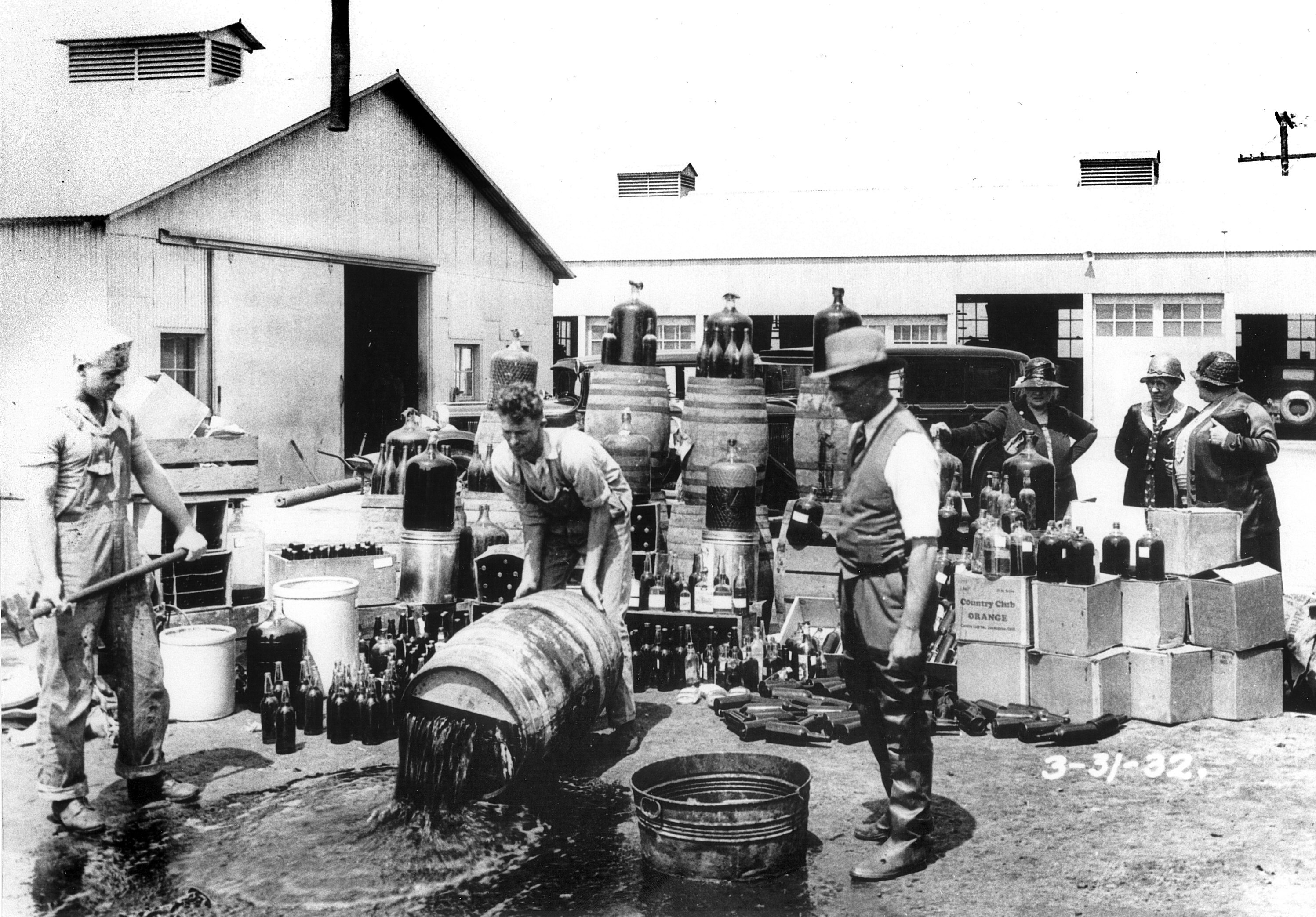
Förbudstiden

- 24 februari – Propagandachefen Adolf Hitler lägger fram tyska arbetarpartiets program i en ölhall i München. Här finns krav på Versaillesfördragets upphävande, Tysklands upprustning, det stortyska livsrummet och den germanska rasens ledarställning.
- 1 mars – Mahatma Gandhi inleder sin icke-våldskampanj för självständighet i Brittiska Indien.
- 4 mars – Sveriges riksdag beslutar att Sverige skall gå med i NF, trots farhågorna för möjligheten att bibehålla neutraliteten. Högern och kommunisterna är emot anslutningen.
- 4 juni – Trianonfördraget, där Ungern avträder områden till Tjeckoslovakien, Jugoslavien, Rumänien, Italien och Österrike, undertecknas.
- 10 augusti – Freden i Sèvres sluts på slottet i Sévres, vilket innebär det osmanska rikets definitiva förlust i första världskriget. Osmanerna förlorar en tiondel av sin tidigare yta och tvingas avstå alla områden utanför Anatolien med undantag endast av Konstantinopel.
- 14 oktober – Finland och Ryssland sluter fred i Dorpat.
- 2 november – Republikanen Warren G. Harding besegrar demokraten James M. Cox vid presidentvalet i USA.
- 14 december – Storbritanniens parlament antar en lag om irländskt självstyre, och ön delas i en katolsk och en protestantisk del.
- 22 december – Vid sändaren vid Königs Wusterhausen i Tyskland sänds för första gången en julkonsert med instrumentalmusik. Livekonserten kan också höras i Luxemburg, Nederländerna, England och de nordiska staterna.

### År1921

Turkiet

- 20 januari – Republiken Turkiet utropas.
- 30 januari – Den första ishockeymatchen i Sverige spelas på Stockholms stadion, där det svenska laget IFK Uppsala besegrar det tyska Berliner SC med 4–1 inför 2 022 åskådare.[1]
- 19 februari – Första helikoptern flyger.
- 9 juni – Åland blir självstyrande inom Finland.
- 1 juli – Kinas kommunistiska parti bildas av bland andra Mao Zedong i Shanghai, till en början har man 57 medlemmar.
- 12 september – I det första svenska valet med rösträtt för både män och kvinnor går vänsterpartierna fram, dock utan att få majoritet.

Irland självständigt.

- 7 november – Benito Mussolini blir ledare för den italienska fasciströrelsen när den ombildas till Italiens fascistparti.
- 6 december – Irland blir fristat (republik), utom sex grevskap i norr som blir Nordirland under fortsatt brittiskt styre.

### År1922

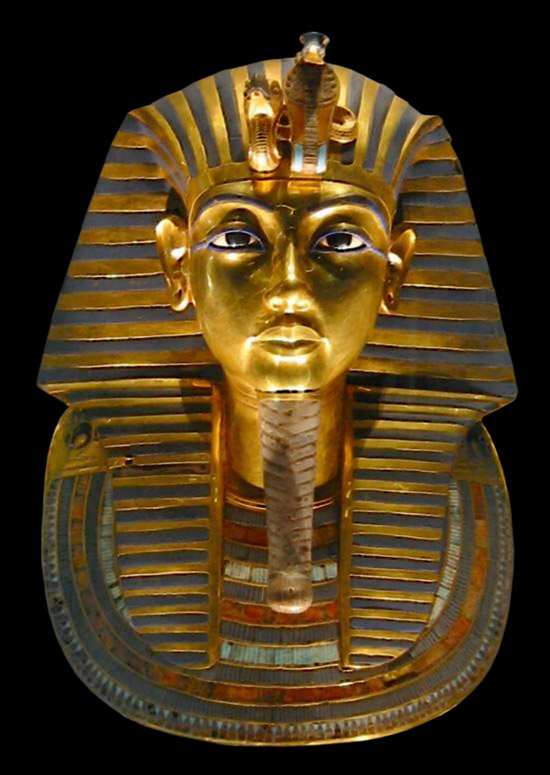
Tutankhamon

- 1 januari – Det brittiska radiobolaget BBC börjar sända i London och kan höras med kristallmottagare.
- 28 februari – Egypten blir fullt självständig stat sedan Storbritannien avstått sitt protektorat.
- 26 juni – Michael Collins anfaller motståndarnas högkvarter i justitiepalatset i Dublin med hjälp av brittiskt artilleri. Detta blir inledningen till ett inbördeskrig på Irland.
- 27 augusti – Vid den första folkomröstningen i Sverige säger en knapp majoritet nej till allmänt spritförbud. 51% röstar mot förbud och 49% för.

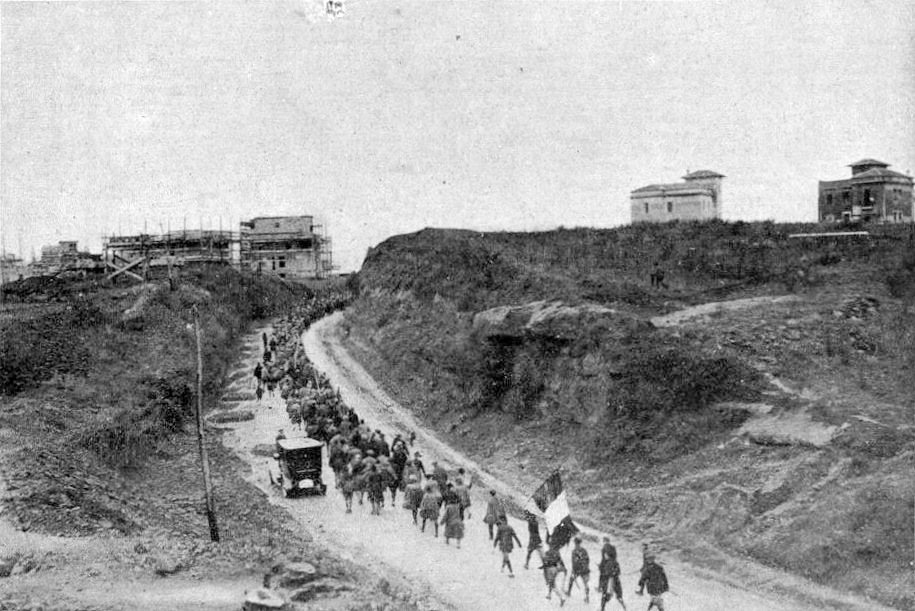
Marschen mot Rom

- 28 oktober – Benito Mussolini och hans fascistiska partikamrater genomför marschen mot Rom.
- 5 november – Brittiska amatörarkeologen Howard Carter upptäcker farao Tutankhamons grav med guldskatter i Konungarnas dal nära staden Luxor i Egypten.
- 26 november – Brittiska amatörarkeologen Howard Carter öppnar Tutankhamuns nära Luxor och där hittas den första fullständigt bevarade egyptiska kungagraven.

Sovjetunionen.

- 30 december – Under en allunionell sovjetkongress bildas Sovjetunionen, världens första kommuniststat.

### År1923

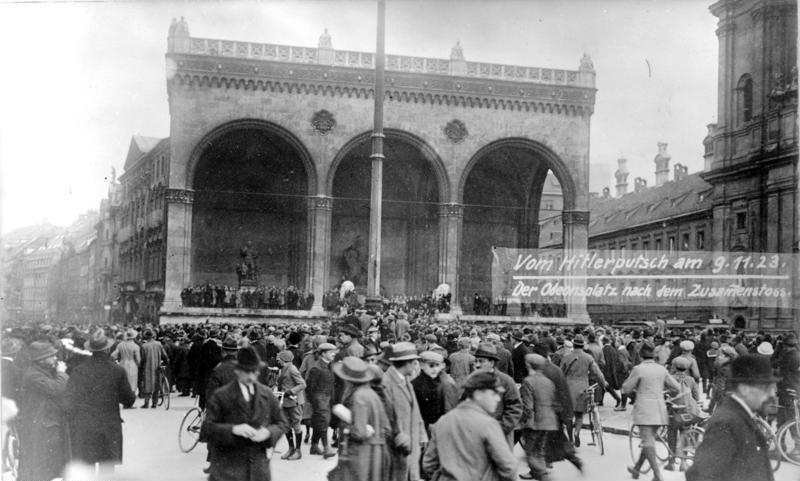
Ölkällarkuppen

- 1 januari – Brittiska BBC startar reguljära radiosändningar, vilket Storbritannien blir först ut i Europa med. Sändningarna kan även höras i Sverige om man har förstärkarlampa.
- 11 januari – Franska och belgiska trupper ockuperar Ruhrområdet. Tyskarna svarar med passivt motstånd vilket bland annat förorsakar en våldsam inflation. Ockupationen är föranledd av inställandet av betalningen av Tysklands krigsskadestånd.
- 27 januari – Det tyska nazistpartiet håller i München sin första kongress och kräver Versaillesfredens ogiltigförklarande. Kongressen pågår till 29 januari.
- 17 februari – Farao Tutankhamons grav öppnas [2].
- 6 april – Den svenska socialdemokratiska minoritetsregeringen avgår sedan Sveriges riksdags andra kammare avslagit ett kompromissförslag om direktiv till AK. Socialdemokraternas förslag är att arbetare, som varit arbetslösa i mer än sex månader skall erhålla arbetslöshetsunderstöd även vid konflikt.
- 19 april – Hjalmar Branting avgår som svensk statsminister och efterträds av Ernst Trygger som bildar en högerministär, dock med svagt parlamentariskt underlag.
- 8 maj – Nöjesfältet Liseberg invigs i Göteborg. Jubileumsutställningen i Göteborg öppnas för att fira stadens 300-åriga tillvaro. Tivoliområdet Liseberg blir permanent, Svenska Mässan invigs och Götaplatsen anläggs.
- 23 maj – IRA utropar vapenvila vilket avslutar inbördeskriget på Irland.
- 5 juni – Tyska riksbanken ger upp kampen mot den galopperande inflationen som råder, eftersom tyska staten tvingas finansiera löpande verksamhet med sedelpressarna. De uteblivna inkomsterna från Ruhrområdet ersätts med tryckning av nya sedlar.
- Sommaren (norra halvklotet) – Första bussen i Stockholm körs mellan Gustav Adolfs torg och Odenplan.
- 14 augusti – Mustafa Kemal väljs till Turkiets första president.
- 1 september – Tokyo och Yokohama drabbas av en jordbävning som orsakar bränder som lägger stora delar av Tokyo i aska, som skördar 140 000 dödsoffer och cirka 700 000 hus. Styrkan var enligt richterskalan 7,9.
- 29 september – Den underjordiska telefonkabeln mellan Stockholm och Göteborg står helt färdig.
- 8 november – Adolf Hitler proklamerar en "nationell revolution" i München, men kuppförsöket slås ner på ett dygn. Adolf Hitler ställer sig först på ett bord, skjuter ett skott mot taket med en revolver och ropar "Den revolutionära revolutionen har börjat!". Det tyska nazistpartiets inleder sitt kuppförsök. Dagen därpå marscherar Hitler med 3 000 man in mot centrum där polisen öppnar eld. Sexton nazister och tre poliser dödas. Hitler faller men pressar sig in i en bil och försvinner.

### År1924
- 25 januari – I Chamonix, Frankrike invigs en internationell vintersportvecka.
- 8 februari – Gaskammare används för första gången vid avrättning i USA, "den humanaste metoden att döda en människa" enligt konstruktionen.
- 1 april – Adolf Hitler döms till fem års fängelse och 500 guldmark i böter i högförräderiprocessen efter ölkällarkuppen 1923.
- 21 juni – Filmstjärnorna Mary Pickford och Douglas Fairbanks besöker Stockholm.
- 3 augusti – I Sverige startar den första Allsvenska serien i fotboll. Serien ersätter det tidigare svenska mästerskapet i fotboll, och innehåller tolv lag.
- 17 september – Vid andrakammarvalet i Sverige blir socialdemokraterna största parti med 104 mandat.
- 20 december – Adolf Hitler friges från Landsbergsfängelset efter att ha avtjänat knappt ett år av sitt femåriga fängelsestraff. Med sig ut har han manuskriptet till boken "Min kamp".

### År1925
- 1 januari – Med Sven Jerring som hallåman börjar AB Radiotjänst regelbundna utsändningar från Telegrafverkets studio på Malmskillnadsgatan 24 i Stockholm. Första programmet är en gudstjänst.
- 5 januari – USA:s första kvinnliga guvernör Nellie Tayloe Ross tillträder sitt ämbete i staten Wyoming.
- 24 april – Fältmarskalk Paul von Hindenburg håller ett radiotal inför presidentvalet i Tyskland. Det är första gången som radion används som propagandamedium i landet. Dagen efter segrar von Hindenburg i presidentvalet.
- 24 juli – Insulin används för första gången. Det sker vid Guy's Hospital i London.
- 16 oktober – Belgien, Storbritannien, Frankrike, Tyskland och Italien skriver under Locarnoavtalet och lovar att hålla fred med varandra.
- 12 november – General Feng Yuxiang gör statskupp i Republiken Kina och avsätter regeringen.
- 12 december – Det första motorhotellet, ett så kallat motell, öppnas i San Luis Obispo i Kalifornien.

### År1926

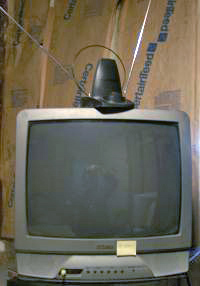
TV.

- 27 januari – Uppfinningen television visas för första gången av skotten John Logie Baird.
- 9 maj – Amerikanen Richard Byrd blir först att flyga över nordpolen.
- 15 maj – Józef Piłsudski griper makten i Polen efter gatustrider, och utropar "moralisk diktatur".
- Augusti–september – I Kina leder nationalisternas attack mot Hankow under Nordfälttåget till att USA skickar soldater till Kina för att skydda amerikanerna där.
- 4 november – Prins Carls yngsta dotter, svenska prinsessan Astrid, gifter sig med Belgiens kronprins Leopold vid en borgerlig ceremoni i Stockholm, vilket är 1920-talets stora kungliga romans.

### År1927

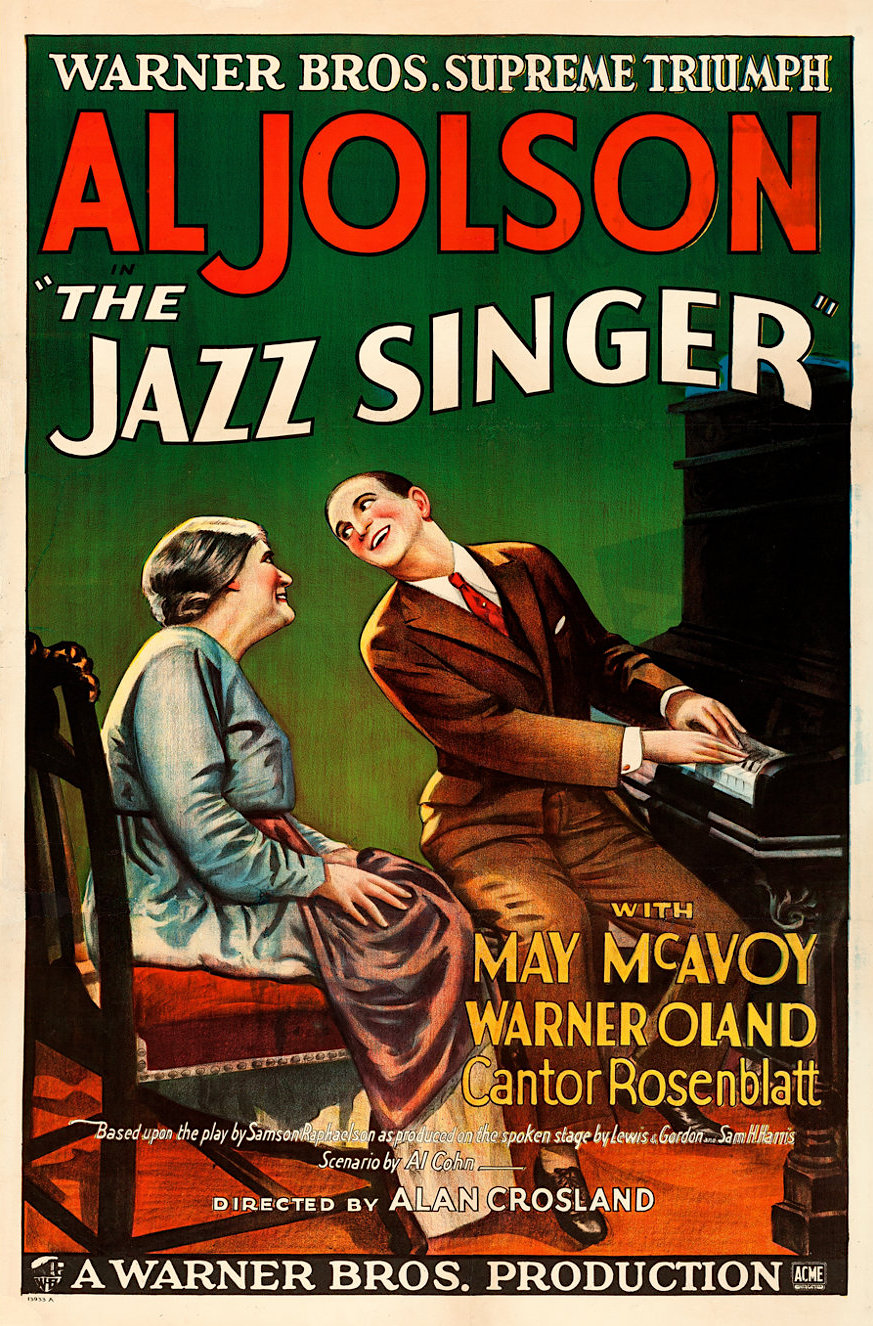
Jazzsångaren

- 14 april – Den första serietillverkade Volvobilen rullar ut från fabriken på Hisingen. Produktionen är fem bilar per dag och priset 4 800 SEK medan topphastigheten är 90 kilometer i timmen. Bilen är en ÖV 4.
- 20–21 maj – Amerikanska svenskättlingen Charles Lindbergh flyger ensam över Atlanten, från New York till Paris på 33,5 timmar i sitt enmotoriga flygplan Spirit of St. Louis.
- 6 oktober – Filmen Jazzsångaren med Al Jolson, världens första ljudfilm, har biopremiär i USA.
- 29 november – Det första telefonsamtalet mellan Stockholm och New York utväxlas.

### År1928
- 8 februari – TV-bilder överförs från London till New York.
- 20 februari – Telefonlinjen mellan Sverige och USA öppnas officiellt.
- 15 september – Den brittiske bakteriologen Alexander Fleming upptäcker genom en slump att penicillin kan användas som läkemedel.
- 18 september – I regi av Walt Disney debuterar Musse Pigg på vita duken i "Steamboat Willie", första tecknade ljudfilmen.
- 21 september – Vid andrakammarvalet i Sverige (svenskt andrakammarval) går högern fram och socialdemokraterna tillbaka efter högerns "skrämselkampanj" som kallas "Kosackvalet". Valdeltagandet är rekordstort. Inför valet har Högerns Ungdomsförbund (SNU) kombinerat propaganda mot SAP med kommunisthets, Sveriges historia och traditionell svensk rysskräck. I en affischkampanj har man hävdat att en röst på SAP är en röst för "Moskva" och att SAP vill införa kommunistiskt skräckvälde med härjande kosacker.
- 6 november – Republikanen Herbert Hoover besegrar Demokraten Al Smith vid presidentvalet i USA.[3]

### År1929
- 7 januari – Tarzan blir seriefigur.
- 11 februari – Lateranfördraget sluts, varmed Vatikanstaten erkänns.
- 14 februari – Under alla hjärtans dag låter maffialedaren Al Capone mörda sju konkurrerande gangsterbossar i Chicago.
- 25 april – Josef Stalin godkänner officiellt Sovjetunionens första femårsplan, målet är att genomföra en industrialisering.
- 16 maj – Den amerikanska filmutmärkelsen Oscar utdelas för första gången. Tysken Emil Jannings och amerikanen Janet Gaynor får priset som bästa manliga respektive kvinnliga skådespelare.
- 24 oktober – Den stora depressionen inleds med börskraschen på Wall Street under den så kallade svarta torsdagen.

## Födda
- 1 juni 1922 – Povel Ramel, svensk revyförfattare, musiker, komiker med mera.
- 5 oktober 1923 – Stig Dagerman, svensk författare.
- 26 januari 1924 – Alice Babs, svensk jazzsångerska.
- 13 augusti 1924 – Meta Velander, svensk skådespelerska.
- 1 oktober 1924 – Jimmy Carter, USA:s 39:e president.
- 10 juli 1925 – Mahathir bin Mohamad, Malaysias premiärminister
- 15 oktober 1925 – Margaretha Krook, svensk skådespelerska.
- 24 april 1926 – Thorbjörn Fälldin, svensk politiker, statsminister 1976-1978, 1979-1982.
- 6 juni 1926 – Lars Ekborg, svensk skådespelare och revyartist.
- 28 januari 1927 – Per Oscarsson, svensk skådespelare.
- 30 januari 1927 – Olof Palme, svensk politiker, statsminister 1969-1976, 1982-1986.
- 8 april 1927 – Lennart Swahn, svensk programledare.
- 5 februari 1928 – Tage Danielsson, svensk författare, filmregissör och skådespelare.
- 10 juni 1928 – Bengt Bedrup, svensk journalist.
- 10 november 1928 – Beppe Wolgers, svensk författare, poet, översättare och underhållare.
- 12 december 1928 – Ernst-Hugo Järegård, svensk skådespelare.

## Avlidna
- 1 maj 1920 – Margareta av Connaught, svensk kronprinsessa
- 11 april 1921 – Auguste Viktoria av Schleswig-Holstein-Sonderburg-Augustenburg
- 23 augusti 1926 – Rudolph Valentino, italienskfödd amerikansk filmskådespelare
- 29 januari 1928 – Douglas Haig, brittisk fältmarskalk i första världskriget
- 18 november 1928 – Mauritz Stiller, svensk regissör, manusförfattare och skådespelare

### Fotnoter
1. ↑  ”Upplands Ishockeyförbund – Historia”. Swehockey.se. Arkiverad från originalet den 18 februari 2011. https://web.archive.org/web/20110218023832/http://www.swehockey.se/Distrikt/Uppland/Om-forbundet/Historia1/.
2. ↑  ”Det hände i dag”. http://webnews.textalk.com/se/calendar.php?id=9747&type=month&ds=20110217&list=true.
3. ↑  ”Svenska Dagbladets årsbok”. 25 februari 1928. https://runeberg.org/svda/1928/0369.html. Läst 6 juni 2011.